# Palicourea acetosoides
Palicourea acetosoides är en måreväxtart som beskrevs av Herbert Fuller Wernham. Palicourea acetosoides ingår i släktet Palicourea och familjen måreväxter. Inga underarter finns listade i Catalogue of Life.